# NGC 1746
NGC 1746 é um aglomerado aberto na direção da constelação de Taurus. O objeto foi descoberto pelo astrônomo Heinrich d'Arrest em 1863, usando um telescópio refrator com abertura de 11 polegadas. Devido a sua moderada magnitude aparente (+6,1), é visível apenas com telescópios amadores ou com equipamentos superiores. 